# Pogoń Nowe Skalmierzyce
Klub Sportowy Pogoń Nowe Skalmierzyce – polski klub sportowy, utworzony w listopadzie 1921 roku w Nowych Skalmierzycach.  
W przeszłości klub Pogoń Nowe Skalmierzyce, prowadził także sekcje lekkoatletyczną, kolarską, bokserską, strzelecką, koszykówki, siatkówki oraz żużla.
Klub posiada również filię piłkarską w Biskupicach Ołobocznych- Szkółka Piłkarska KS Pogoń Nowe Skalmierzyce w Biskupicach Ołobocznych. Treningi oraz mecze odbywają się na boisku przy szkole w Biskupicach Ołobocznych (Szkolna 15, 63-460 Nowe Skalmierzyce, Biskupice Ołoboczne).

## Władze klubu
W 2023 roku odbyło się Walne Zgromadzenie mające na celu wybranie nowych Władz Klubu. Na spotkaniu doszło do utworzenia się 6-osobowego Zarządu oraz 3-osobowej Komisji Rewizyjnej.
W skład Zarządu Klubu Sportowego Pogoń od roku 2023 wchodzą:
- Prezes: Bernard Spasowski
- V-ce Prezes: Cezary Boros
- Skarbnik: Hubert Kotecki
- Sekretarz: Tomasz Kaczmarek
- Członek zarządu: Tomasz Sobczak
- Członek zarządu: Mateusz Marszałek

Komisję rewizyjną tworzą:
- Przewodniczący: Mikołaj Boros
- Członek: Kacper Majerz
- Członek: Jakub Paluch

## Piłka nożna

### Historia
W sezonie 2015/2016 piłkarze Pogoni Nowe Skalmierzyce zdobyli awans do IV ligi w piłce nożnej, notując 24. zwycięstwa na 30. rozegrane spotkania. Najdłużej niepokonana drużyna w rozgrywkach ligowych w Polsce, nie przegrała 61. kolejnych meczów (od 19 października 2014 roku do 29 października 2016 roku; porażka 2:0 z Obrą Kościan).
5 czerwca 2021 roku na spotkaniu 33 kolejki IV ligi w grupie mistrzowskiej piłkarze Pogoni Nowe Skalmierzyce, zapewnili sobie awans do III ligi na 2 kolejki przed końcem sezonu, wygrywając z LKS Gołuchów 2:1.
Od sezonu 2021/2022 zespół nieprzerwanie występuje w rozgrywkach III ligi grupy 2, zajmując kolejno:
- 2021/2022- 5. miejsce, 58 punktów (17-7-10), bilans bramkowy 54-42,
- 2022/2023- 8. miejsce, 54 punktów (16-6-12), bilans bramkowy 51-46,
- 2023/2024 (po rundzie jesiennej)- 8. miejsce, 28 punktów (8-4-6), bilans bramkowy 33-27

### Wychowankowie
- Marcin Ludwikowski
- Mateusz Ludwikowski[7]

### Sezony
| Sezon     | Liga                            | Miejsce | Uwagi                                                                 | Źr.    |
| --------- | ------------------------------- | ------- | --------------------------------------------------------------------- | ------ |
| 2014/2015 | Klasa okręgowa Kalisz           | 6       |                                                                       | [ 8 ]  |
| 2015/2016 | Klasa okręgowa Kalisz           | 1       | awans do IV ligi                                                      | [ 8 ]  |
| 2016/2017 | IV liga wielkopolska południowa | 5       | Przemysław Balcerzak królem strzelców                                 | [ 9 ]  |
| 2017/2018 | IV liga wielkopolska południowa | 6       | Przemysław Balcerzak i Adam Majewski królem strzelców                 | [ 9 ]  |
| 2018/2019 | IV liga wielkopolska            | 4       | Dawid Kuczyński królem strzelców                                      | [ 9 ]  |
| 2019/2020 | IV liga wielkopolska            | 3       | Dawid Kuczyński królem strzelców                                      | [ 9 ]  |
| 2020/2021 | IV liga wielkopolska            | 1       | awans do III ligi                                                     | [ 6 ]  |
| 2021/2022 | III liga, gr. II                | 5       |                                                                       | [ 10 ] |
| 2022/2023 | III liga, gr. II                | 8       | Kacper Majerz oraz Flip Szewczyk najlepszymi strzelcami w sezonie (8) | [ 11 ] |
| 2023/2024 | III liga, gr. II                | 10      |                                                                       | [ 12 ] |
| 2024/2025 | III liga, gr. II                | 8       |                                                                       | [ 13 ] |

## Stadion
Początki powstania stadionu w latach 1927–1933, związane są z przekazaniem przez dziedzica śliwnickiego Wincentego Niemojowskiego, kilku hektarów gruntu majątku Podkoce, obok nieczynnego torowiska kolejowego. 
Pojemność stadionu wynosi około 2000 miejsc w tym 700 siedzących.
Stadion jest miejscem organizacji Dni Miasta Nowe Skalmierzyce – swój występ mieli tu liczni artyści oraz zespoły m.in.: Wilki (2016), Patrycja Markowska (2016), Enej (2017), Dżem (2018), Kamil Bednarek (2019), Mezo (2019), LemON (2022) oraz Ania Dąbrowska (2022).